# Бриндзан Теофіл Олександрович
Бриндзан Теофіл Олександрович (13 листопада 1875 — 24 січня 1962) — педагог та громадський діяч, історик, державний секретар фінансів в українському уряді Буковини (Кіцманський період).

## Біографія

### Дитинство і юність
Народився в с. Товтри повіт Заставна на Буковині (тепер Заставнівського р-ну Чернівецької обл.) в родині резеша (дрібного шляхтича) Олександра Бриндзана та Катерини Степанівни, уродженої Стратулат. З 1886/1887 по 1894/1895 навчальні роки навчався в вищій державній гімназії в Чернівцях, де в серпні 1894 р. склав матуральні іспити. З 1887 р. як стипендіат товариства цісаря Франца-Йосифа отримував щорічну стипендію в 50 зол. ринських, яку присуджували найкращим учням гімназії. Навчаючись в гімназії, мешкав в Чернівцях за адресою Бальшґассе, 3.В 1895—1898 рр. студіював філологію на філософському факультеті Чернівецького університету, де 31.07.1898 р. отримав абсолюторіум, провчившись потрібних для цього 8 семестрів та склавши всі іспити. Член українського академічного товариства «Союз», в 1895 р. член правління «Союзу».

### Трудова діяльність
З серпня 1898 р. іменований суплентом (допоміжним учителем) вищої реальної гімназії в Чернівцях, де викладав французьку мову. 26.08.1902 р. іменований постійним учителем з головним фахом французька мова. В серпні1905 р. іменований професором. З 1906 р. поруч з французькою мовою також викладав українську мову для не українців. В грудні 1908 р. отримав навчальну стипендію в сумі 1600 корон на семимісячну стажувальну поїздку до Франції. В 1911/1912 навчальному році виконував обов'язки кустоша гімназійної бібліотеки. В 1906—1909 рр. викладав як додатковий учитель французьку та українську мови в І вищій державній гімназії в Чернівцях. 22.03.1914 р. підписав звернення українських організацій Буковини з закликом про спільне святкування ювілею Т. Шевченка на Буковині. В 1912 р. виконував обов'язки директора вищої реальної гімназії в часі відсутності її директора К. Мандичевського. В 1911—1913 рр. викладач української приватної учительської дівочої семінарії товариства «Українська Школа» в Чернівцях. Після поновного відкриття 12.04.1916 р. пограбованої російськими військовими Кіцманської гімназії, її управителем іменовано Т. Бриндзана, викладача німецької та української мов. Остаточно іменований директором Кіцманської гімназії в травні 1918 р. Державний секретар фінансів українського уряду (комітету), який 04.11.1919 р. перебрав всю повноту влади в Кіцманському повіті.

### Арешт
Після окупації румунським військом Кіцманя 17.11.1918 р. заарештований разом з іншими членами українського уряду та етапований на відкритомувозі по морозі в Чернівецьку військову в'язницю. Вдруге заарештований разом з рештою професорів Кіцманської гімназії в січні 1919 р. після запровадження румунськими окупантами стану облоги в Північній Буковині, цього разу пробув в ув'язненні понад 4 місяці. Арешт Т.Бриндзана викликали хвилю обурення не лише на Буковині, але й в Галичині та на Наддніпрянщині. О. Попович та інші представники Буковини в УНР ЗУНР внесли на засідання Української Національної Ради в Станіславові подання «в справі охорони буковинських українців перед самоволею румунського ряду», в якому протестували проти арешту директора Кіцманської гімназії Бриндзана та інших «чільних наших людей». Проти арешту професорів Кіцманської гімназії та інших членів «буковинської української еліти» протестував 12.03.1919 р. в ноті до голови Паризької мирової конференції голова делегації Української Народної Республіки Г. Сидоренко, закликаючи вплинути на румунський королівський уряд для припинення ним терору щодо пригнічених українських громадян. В ноті Буковинської делегації Української Національної Ради до Найвищої Ради в Парижі від 30.12.1921 р. повідомлялося, що «весь учительський збір української гімназії в чисто українському місті Кіцмань на чолі з директором Бриндзаном ув'язнено за це, що він не згодився з переміною української гімназії на румунський ліцей». В галицькій пресі звилися навіть такі повідомлення: «Директор гімназії в Кіцмані Теофіль Бриндзан катований — зійшов з розуму». Після звільнення з ув'язнення виїхав до Галичини, де був іменований директором української гімназії в Товчачі (тепер Тлучач Івано-Франківської.). Як і більшість професорів ліквідованої української гімназії в Кіцмані був переведений до державно української гімназії в Чернівцях. Викладав також в приватній українській дівочій гімназії в Чернівцях аж до її ліквідації румунською владою в 1925 р. Змушений був викладати в різних румунських середніх школах аж до виходу на пенсію в середині 1930-х рр.

### Громадська діяльність
Член товариства «Руська Бесіда». Почесний член українського академічного козацтва «Чорноморе» в Чернівцях. Член правління та заступник голови (з 16.12.1934 р) товариства «Українська Школа» в Чернівцях, референт Заставнівської філії «Української Школи» та голова секції загрожених шкіл в 1912—1914 рр. Редактор журналу «Читальня», дитячого журналу «Ластівка», співредактор (спільно з Д. Квітковським та А. Жуковським) виданого на Заході енциклопедичного видання «Буковина — її минуле та сучасне» (1956). Автор рукописних спогадів «Українські землі підРумунією» (1953).
Довголітній член-засновник, член правління та заступник голови товариства «Український Народний Дім» в Чернівцях, останній перед ІІ Світовою війною голова Народного Дому (з 1935 р.). Заступник голови утвореного в Чернівцях в 1933 р. «Комітету ушанування пам'яти О. Ю. Федьковича». В складі делегації представників українських релігійних, освітніх та культурних установ Буковини 14.02.1939 р. вручив королівському намісникові Буковини Флондорові меморіал з вимогами українців тих областей.
Член правління та заступник голови (з 16.12.1934 р) товариства «Українська Школа» в Чернівцях, референт Заставнівської філії «Української Школи» та голова секції загрожених шкіл в 1912—1914 рр.

### Останні роки життя
В жовтні 1940 разом з родиною виїхав до Німеччини в рамках репатріаційного процесу між СРСР та Німеччиною. Перших кілька місяців перебував в таборі для переселенців з Буковини та Бессарабії в м. Лойбус над Одрою в Нижній Сілезії (тепер Любйонж Нижньосілезького воєводства Польщі). Уклав та вислав 06.08.1941 р. до німецького уряду меморіал, в якому доводив одвічну українськість Буковини та перераховував кривди, завдані румунською владою буковинським українцям. З 1945 р. жив у м. Бад-Зальцуфлен (тепер в окрузі Детмольд землі Північний Рейн-Вестфалія в Німеччині), тут помер і був похований.